# Parlatoria crypta
Parlatoria crypta är en insektsart som beskrevs av Mckenzie 1943. Parlatoria crypta ingår i släktet Parlatoria och familjen pansarsköldlöss. Inga underarter finns listade i Catalogue of Life.